# Slobodan Milošević
Slobodan Milošević (, in cirillico: Слободан Милошевић, AFI: [sloˈbodan miˈloʃevitɕ]; Požarevac, 20 agosto 1941 – L'Aia, 11 marzo 2006) è stato un politico serbo.
È stato presidente della Serbia dal 1989 al 1997 e presidente della Repubblica Federale di Jugoslavia dal 1997 al 2000 come leader del Partito Socialista di Serbia e fu tra i protagonisti politici delle guerre nella ex-Jugoslavia. 
Fu accusato di crimini contro l'umanità per le operazioni di pulizia etnica dell'esercito jugoslavo contro i musulmani in Croazia, Bosnia ed Erzegovina e Kosovo ma il processo a suo carico presso il Tribunale penale internazionale per l'ex-Jugoslavia (Tpi) si estinse nel 2006 per sopraggiunta morte prima che venisse emessa la sentenza.
Contro di lui era stata mossa anche l'accusa di aver disposto l'assassinio di Ivan Stambolić, suo mentore negli anni ottanta del XX secolo e suo possibile avversario nelle elezioni presidenziali del 2000.

## Biografia
Milošević nacque e crebbe in una famiglia montenegrina (di origini Vasojevići) a Požarevac, Serbia durante l'occupazione tedesca nella seconda guerra mondiale. Aveva un fratello maggiore, Borislav (1934-2013) diventato diplomatico. I suoi genitori si separarono subito dopo la fine del conflitto. Suo padre Svetozar Milošević, catechista, si sparò nel 1962, mentre sua madre, Stanislava Koljenšić, un'insegnante e membro attivo del Partito Comunista di Jugoslavia, si uccise nel 1972.
Si laurea in giurisprudenza all'Università di Belgrado nel 1964.
Era sposato con Mirjana Marković, che sarà una delle sue più importanti consigliere.

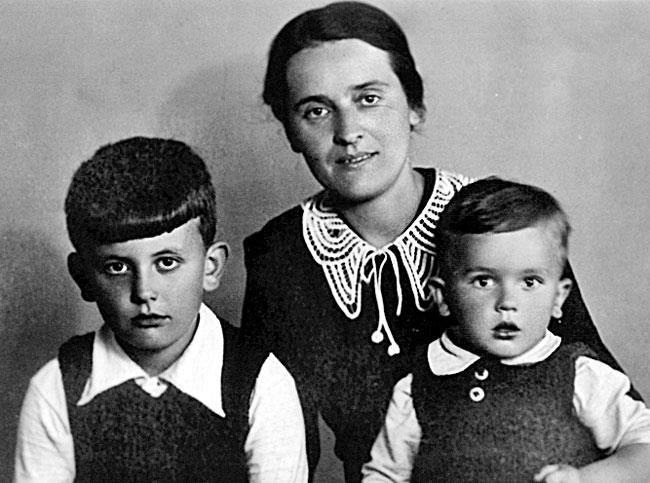
Stanislava Koljenšić coi figli Borislav e Slobodan

Fu prima militante e poi dirigente della Lega dei Comunisti di Jugoslavia e poi del Partito Socialista di Serbia, di cui fu tra i fondatori.

### Primi passi in politica
A partire dagli anni ottanta era considerato uno dei migliori e più capaci amministratori e funzionari dello Stato della Repubblica Federale Socialista di Jugoslavia.
Nell'aprile del 1984 fu nominato segretario della federazione di Belgrado della Lega dei Comunisti; dal maggio 1986 al maggio 1989 fu presidente del Comitato Centrale della Lega dei Comunisti e al primo congresso del Partito Socialista di Serbia nel luglio 1990 venne eletto presidente del Partito, che era nato dall'unificazione della Lega dei Comunisti e dalla Lega Socialista del Popolo Lavoratore di Serbia.

### La scalata al potere

#### A capo della Lega Comunista Serba
La svolta nella sua carriera di funzionario statale avviene nel 1986: Milošević viene eletto presidente della Lega dei comunisti serbi, grazie al sostegno del presidente della Serbia, Ivan Stambolić, suo amico personale e padrino politico conosciuto ai tempi dell'università che durante il congresso della Lega perorò per tre giorni la validità della candidatura di Milošević, allo scopo di sconfiggere gli altri candidati alla presidenza del partito. Milošević ottenne una vittoria di misura, la più risicata nella storia delle elezioni del partito.

#### La rinascita del nazionalismo serbo
Gli anni ottanta si caratterizzano per la rinascita del nazionalismo serbo e per il disconoscimento del modello della Jugoslavia titoista e della figura di Tito stesso.
L'apice del nazionalismo è raggiunto il 24 settembre 1986, quando il quotidiano belgradese Večernje Novosti pubblica alcune parti di un documento noto come il Memorandum dell'Accademia Serba delle Scienze. Questo testo, redatto da intellettuali serbi guidati dal romanziere Dobrica Ćosić, cattura subito l'attenzione del pubblico in Jugoslavia, in quanto dà voce a opinioni controverse sullo stato della nazione e sostiene la necessità di una riorganizzazione completa dello Stato. La sua tesi principale è che la decentralizzazione porta alla disintegrazione della Jugoslavia e che i serbi sono discriminati dalla costituzione jugoslava. Il testo è considerato pericolosissimo per la stabilità della zona e tutta l'élite serba, a partire dal presidente Ivan Stambolić, ne prende le distanze. Milošević stesso lo definisce "nient'altro che il nazionalismo più buio"; tuttavia concorderà pubblicamente con la maggior parte di esso e stringerà legami politici con alcuni dei suoi autori.
Tuttavia, il patriottismo socialista lentamente divenne nell'ideologia di Milosevic proprio una forma di nazionalismo serbo (Grande Serbia), sotto l'aspetto di un nazionalismo di sinistra, socialista nazionale e populista, distaccandosi completamente dal marxismo-leninismo, dal titoismo e dal socialismo reale.

#### La successione a Stambolić
Nella Jugoslavia della seconda metà degli anni ottanta la situazione più difficile si registrava nella provincia autonoma serba del Kosovo, con tensione e piccoli scontri tra serbi e albanesi, mentre in Croazia e in Bosnia ed Erzegovina la convivenza fra le diverse etnie era più serena.
Nel 1987 il presidente Ivan Stambolić (inconsapevole di firmare con questo gesto la sua fine politica e una degenerazione complessiva dei rapporti fra le etnie) mandò Milošević in Kosovo, affinché ristabilizzasse una situazione di convivenza tra albanesi e serbi.
Sulle prime battute Milošević mantenne una linea coerente con quella del Partito, assicurando alla gente che il Comitato Centrale era al corrente della loro situazione, ma senza entrare direttamente nel merito della questione. Tuttavia, su pressione di Miroslav Solević, uno dei leader serbi locali, Milošević acconsentì ad un certo punto a un incontro faccia a faccia con alcuni rappresentanti della minoranza serba in Kosovo. Il suo assenso andò a costituire, per la prima volta, una pesantissima frattura con la politica di Fratellanza e Unità costruita nei decenni da Tito e che aveva da sempre poggiato le sue basi sul fermo rifiuto a qualsiasi tipo di dialogo con i movimenti nazionalisti della Jugoslavia.
Il giorno dell'incontro, in una situazione di forte tensione, Milošević pronunciò un discorso che suscitò scalpore e sostegno popolare, sostenendo che "a nessuno è dato il permesso di picchiarvi". Egli si riferiva alle numerosissime rimostranze della minoranza serba in Kosovo, che lamentava un trattamento sfavorevole da parte della polizia e del potere giudiziario, sotto il completo controllo dei kosovari di etnia albanese della Lega dei Comunisti del Kosovo. Fu proprio il trattamento discriminatorio verso i serbi kosovari da parte delle autorità locali a indurre Milošević, due anni dopo, a sospendere l'autonomia della regione per ripristinare il controllo diretto di Belgrado su polizia e tribunali.
Abilissimo nel guidare i sentimenti più profondi dell'opinione pubblica serba, Milošević spazzò via l'intera classe politica serba, accusata di immobilismo e inettitudine.
Il successore liberale di Milošević alla guida del partito nella sezione di Belgrado, Dragiša Pavlović, si oppose fermamente alla sua politica nei confronti dei Serbi del Kosovo. Milošević rispose accusando Pavlović di essere troppo tenero nei confronti degli Albanesi radicali, in opposizione alle intenzioni di Stambolić. Il 23 e 24 settembre 1987, durante l'ottava sessione del comitato centrale del partito, durata 30 ore e trasmessa sulla rete di stato serba, Milošević costrinse Pavlović alle dimissioni, con grande imbarazzo di Stambolić, che si dimise pochi giorni dopo nel dicembre del 1987 dalla carica di Presidente della Serbia, a causa della pressione dei sostenitori di Milošević, venendo ufficialmente sostituito da Petar Gračanin, a cui succedette l'anno seguente lo stesso Milošević che diventò presidente serbo, ottenendo un potere enorme.

### Alla guida della Serbia
Nel 1988 si acuì la tensione sia all'interno dei confini della Serbia (in Kosovo), che fra la Serbia e le altre repubbliche, in particolare la Slovenia. Mentre Milošević era sostenitore di un modello centralista (sia a livello di istituzioni che di politica economica), alla cui guida doveva esserci la Serbia in quanto maggior repubblica della Federazione, Lubiana (con il presidente Milan Kučan) sosteneva il diritto all'autodeterminazione delle repubbliche e il rispetto di ogni minoranza e autonomia.
Milošević era conscio di godere di un enorme sostegno popolare: i Serbi vedevano in lui la guida di una nazione orgogliosa, un capo carismatico. Godeva inoltre del sostegno della Chiesa ortodossa serba e dell'Armata popolare jugoslava. Il popolo serbo rielaborava il mito della vittoria mutilata (la Seconda guerra mondiale, vinta dai partigiani jugoslavi contro fascisti e nazionalisti), che non aveva consentito ai Serbi l'unità politica della nazione (rilevanti minoranze serbe erano presenti in Croazia e in Bosnia ed Erzegovina, mentre, anzi, alla Serbia erano state imposte due province autonome, Kosovo e Vojvodina).

#### La rivoluzione anti-burocratica
A partire dal 1982 e 1983, in risposta alle rivolte nazionaliste albanesi in Kosovo, il Comitato centrale della Lega comunista aveva adottato una serie di decisioni volte a centralizzare il controllo della Serbia sull'applicazione della legge e sulla magistratura nelle province del Kosovo e della Vojvodina. Dall'inizio alla metà degli anni '80, furono fatte affermazioni su un esodo di massa di serbi e montenegrini dal Kosovo a seguito delle rivolte albanesi. I nazionalisti serbi denunciarono la costituzione jugoslava del 1974 e le richieste di cambiamento erano forti tra i serbi kosovari. Stambolić aveva istituito una commissione per modificare la costituzione serba in linea con le conclusioni adottate dal Partito comunista federale. La commissione costituzionale aveva lavorato per tre anni per armonizzare le sue posizioni e nel 1989 una costituzione serba modificata fu sottoposta ai governi del Kosovo, Vojvodina e Serbia per l'approvazione.
Milošević capì che per portare avanti le istanze nazionali serbe occorreva sciogliere il nodo della costituzione ma per farlo doveva assicurarsi la non opposizione di Kosovo, Vojvodina e Montenegro. A partire dal 1988 Milošević, con il sostegno delle forze armate e dei servizi segreti aveva guidato la cosiddetta "Rivoluzione anti-burocratica", la quale portò alla sostituzione dei governi della provincie autonome della Vojvodina e del Kosovo e della repubblica del Montenegro e all'elezione di funzionari alleati di Milošević.
In Vojvodina, dove il 54% della popolazione era serbo, si stima che circa 100.000 manifestanti si radunassero fuori dal quartier generale del Partito comunista, a Novi Sad, il 6 ottobre 1988 per chiedere le dimissioni della leadership provinciale. La maggior parte dei manifestanti era costituita da lavoratori della città di Bačka Palanka, 40 chilometri a ovest di Novi Sad. Sostenevano Milošević e si opponevano alle mosse del governo provinciale per bloccare i futuri emendamenti alla costituzione serba. Il New York Times scrisse che le manifestazioni si svolsero "con il sostegno di Slobodan Milošević". Le dimostrazioni ebbero successo, la direzione provinciale si dimise e la Lega dei comunisti della Vojvodina scelse una nuova direzione. Alle elezioni seguenti Dragutin Zelenović, alleato di Milošević, fu eletto membro della presidenza della Vojvodina.
Azem Vllasi e Kaqusha Jashari, i due politici di spicco del Kosovo, furono sostituiti nel novembre 1988, per la loro opposizione agli emendamenti costituzionali che avrebbero ridotto l'autonomia del Kosovo (concessa da Tito nel 1974). Essi vennero sostituiti da incaricati di Milošević. La popolazione albanese del Kosovo in risposta di questi eventi divenne irrequieta, e nel febbraio 1989 fu indetto uno sciopero generale che coinvolse in maniera particolare il settore minerario della regione. Il 27 febbraio 1989 fu dichiarato un parziale stato di emergenza in Kosovo, e i leader appena nominati si dimisero il 28 febbraio mentre una grande manifestazione in senso contrario si tenne a Belgrado in sostegno di Milošević. Tre giorni dopo Vllasi venne arrestato e processato per "attività controrivoluzionarie" per poi essere rilasciato nel 1990.
Il 10 gennaio 1989, in Montenegro, dove il salario mensile medio era il più basso della Jugoslavia, il tasso di disoccupazione di quasi il 25% e dove un quinto della popolazione viveva al di sotto della soglia di povertà, 50.000 manifestanti si radunarono nella capitale Titograd (ora Podgorica) per protestare contro la situazione economica della repubblica e per chiedere le dimissioni della sua leadership. I dimostranti trasportavano ritratti di Milošević e urlavano il suo nome, ma il New York Times riportò che "non ci sono prove che il leader serbo abbia avuto un ruolo organizzativo nelle dimostrazioni". Il giorno successivo, la presidenza del Montenegro rassegnò le dimissioni collettive insieme ai delegati montenegrini nel Politburo jugoslavo. Il rappresentante del Montenegro alla presidenza federale, Veselin Đuranović, affermò che la decisione di dimettersi "è motivata da un senso di responsabilità per la situazione economica". Le successive elezioni multipartitiche portarono Momir Bulatović, alleato di Milošević, ad essere eletto presidente montenegrino.
Il 10 marzo 1989, l'Assemblea della Vojvodina approvò gli emendamenti. Poco dopo, il 23 marzo 1989, il parlamento del Kosovo, sotto la minaccia della presidenza federale di un intervento militare, accettò e approvò gli emendamenti che consentivano alla Serbia di affermare la sua autorità sul Kosovo. I rappresentanti albanesi dell'assemblea cercarono di boicottare la votazione sulla questione, ma indipendentemente dal fatto che la mozione non avesse raggiunto la maggioranza dei due terzi richiesta, questa venne dichiarata approvata. Alla seduta del parlamento del Kosovo erano presenti 187 dei 190 membri dell'assemblea e al momento della votazione 10 votarono contro gli emendamenti, due si astennero e i restanti 175 votarono a favore degli emendamenti. Sebbene la composizione etnica dell'Assemblea del Kosovo fosse al 70% albanese, i parlamentari furono costretti a votare a favore degli emendamenti sotto l'attenta sorveglianza delle forze di polizia serbe appena arrivate. Gli emendamenti ripristinavano il controllo serbo sulla polizia, i tribunali, la difesa nazionale e gli affari esteri della provincia. Secondo un rapporto della United Press, le rivolte scoppiate a seguito del voto causarono la morte di 29 persone e il ferimento di 30 poliziotti e 97 civili. A seguito degli emendamenti costituzionali del 1989, gli albanesi in Kosovo boicottarono il governo provinciale e si rifiutarono di votare alle elezioni. Sulla scia del boicottaggio albanese, i sostenitori di Milošević furono eletti a posizioni di autorità dai rimanenti elettori serbi in Kosovo. Il boicottaggio incluse l'educazione alla lingua albanese in Kosovo che Milošević avrebbe in seguito tentato di risolvere firmando nel 1996 l'accordo sull'istruzione Milošević-Rugova mediato dalla Comunità di Sant'Egidio.
Il 28 marzo, il parlamento serbo approvò in via definitiva le modifiche costituzionali.
Le rivoluzioni anti-burocratiche in Montenegro e Vojvodina, associate al boicottaggio albanese in Kosovo, significarono che Slobodan Milošević e i suoi sostenitori detenevano il potere in quattro delle otto tra repubbliche e province autonome che costituivano la Federazione jugoslava. Poiché i sostenitori di Milošević controllavano metà dei voti nella presidenza federale, i suoi critici lo accusarono di aver minato la federazione stessa. Questo, sostengono i suoi detrattori, sconvolse l'equilibrio di potere in Jugoslavia e provocò il separatismo. I sostenitori di Milošević affermano invece che i rappresentanti alla presidenza federale furono eletti secondo la legge affermando che Milošević godette di un autentico sostegno popolare, quindi era perfettamente logico che i suoi alleati fossero eletti alla presidenza. I suoi sostenitori respinsero le accuse di aver sconvolto l'equilibrio di potere in Jugoslavia come uno stratagemma di propaganda progettato per giustificare il separatismo.

#### Politica economica
Milošević sostenne una sintesi tra politiche economiche socialiste e liberali che avrebbero gradualmente spostato la Serbia da un'economia pianificata a un'economia mista. Durante la campagna per le prime elezioni democratiche in Serbia, Milošević promise di proteggere i lavoratori industriali dagli effetti negativi delle politiche del libero mercato mantenendo la proprietà sociale dell'economia e sostenendo le barriere commerciali al fine di proteggere le industrie locali. Nonostante ciò, molti accusarono Milošević di creare una cleptocrazia trasferendo la proprietà di gran parte del settore industriale e finanziario ai suoi alleati e finanziatori politici.
Sotto pesanti sanzioni economiche delle Nazioni Unite a causa del ruolo percepito di Milošević nelle guerre jugoslave, l'economia serba iniziò un periodo prolungato di collasso economico e isolamento. Le politiche monetarie legate alla guerra della Banca nazionale della Jugoslavia contribuirono all'iperinflazione che raggiunse il tasso iperbolico di 313.000.000% nel gennaio 1994. Secondo la Banca mondiale, l'economia serba si contrasse del 27,2% e del 30,5% rispettivamente nel 1992 e nel 1993. In risposta al deteriorarsi della situazione, l'economista della Banca mondiale Dragoslav Avramović fu nominato governatore della Banca nazionale della Jugoslavia nel marzo 1994. Avramović avviò riforme monetarie che posero fine all'iperinflazione e riportarono l'economia serba alla crescita economica dando al dinaro jugoslavo un tasso di parità 1 a 1 col marco tedesco.
Il ruolo di Milošević nella firma degli Accordi di Dayton consentì la revoca della maggior parte delle sanzioni economiche, tuttavia alla Jugoslavia non fu ancora consentito l'accesso agli aiuti finanziari stranieri a causa della percepita oppressione degli albanesi in Kosovo. L'economia serba iniziò a crescere nel periodo 1994-1998 ed a un certo punto raggiunse persino un tasso di crescita del 10,1% nel 1997. Tuttavia, questo tasso di crescita non fu sufficiente per riportare la Serbia al suo stato economico prebellico. Al fine di pagare pensioni e stipendi, il governo socialista di Milošević non ebbe altra scelta che iniziare a vendere le telecomunicazioni più redditizie della Serbia, il che diede al governo federale circa $ 1,05 miliardi di entrate in più. Nel 1998, Miloševic promise di introdurre un nuovo programma economico che avrebbe avviato un processo di riforme del mercato, riduzione delle barriere commerciali e la privatizzazione di più imprese statali al fine di raggiungere un tasso di crescita economica del 10%. Tuttavia, questo piano non fu mai attuato a causa della guerra del Kosovo, dell'attacco alla Jugoslavia della NATO e del suo successivo rovesciamento nell'ottobre 2000.

#### Fine della Jugoslavia

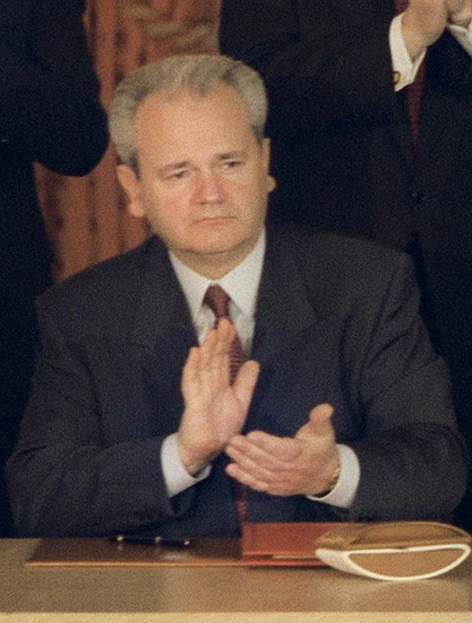
Milošević fotografato durante gli Accordi di Dayton nel 1995

Il 28 giugno 1989, seicento anni dopo la battaglia di Kosovo Polje, (nella "piana dei merli" si svolse una epica battaglia tra Serbi ortodossi e Ottomani musulmani) Milošević tenne un discorso celebrativo davanti a centinaia di migliaia di Serbi confluiti sul posto, nel quale esaltò la nazione serba e l'unità multietnica jugoslava, senza mai citare l'entità etnica albanese. In seguito (19 novembre 1989) radunò un milione di manifestanti a Belgrado.
Milošević decise di cavalcare la campagna nazionalista forte anche delle paure serbe derivanti dalla modifiche costituzionali promosse da Franjo Tuđman in Croazia nel 1990 che toglievano alla minoranza serba (600.000 persone pari al 12,2% della popolazione croata) lo status di nazione costituente della repubblica croata, modifiche accompagnate da un'ondata di licenziamenti e atti discriminatori nei confronti dei Serbi.
Nel gennaio del 1990 si tenne il quattordicesimo e ultimo congresso (convocato in via straordinaria) della Lega dei comunisti jugoslavi. La frattura tra Serbi e Sloveni fu insanabile, soprattutto a causa dell'intransigenza di Milošević. Milan Kučan, che guidava gli Sloveni, decise di ritirare la delegazione della sua nazione dal congresso, e lo stesso fece subito dopo il croato Ivica Račan. Era la fine politica della Jugoslavia federale e multietnica. Nel giugno del 1990 Milošević ribattezzò la Lega dei Comunisti Serbi in Partito Socialista Serbo, venendone eletto presidente.
Nello stesso anno, dopo che altre repubbliche avevano abbandonato la Lega dei comunisti della Jugoslavia e avevano adottato sistemi multipartitici democratici, il governo di Milošević seguì rapidamente l'esempio e fu varata la nuova Costituzione serba. La Costituzione del 1990 ribattezzò ufficialmente la Repubblica socialista di Serbia come Repubblica di Serbia e abbandonò il sistema comunista monopartitico e creò un sistema democratico multipartitico. In seguito, Serbia e Montenegro concordarono di creare una nuova federazione jugoslava chiamata Repubblica Federale di Jugoslavia nel 1992, che smantellò le restanti infrastrutture comuniste e creò un sistema di governo democratico multipartitico federale.
Il 28 dicembre 1990, Milošević compì un altro atto con cui assestò un colpo mortale alla Federazione jugoslava: poco dopo le elezioni che si era deciso a indire anche in Serbia su base pluralistica, dirottò, all'insaputa dell'ultimo premier jugoslavo Ante Marković, un terzo circa dell'emissione monetaria jugoslava prevista per il 1991 (1,7 miliardi di dollari), pagando con i soldi così ottenuti le paghe e le pensioni dei suoi elettori, riuscendo così a sbaragliare gli altri oppositori.
Nel gennaio 1991 venne scoperta l'emissione clandestina e illegale di moneta federale da parte del governo serbo, mentre in marzo Milošević mandò l'esercito a fermare le manifestazioni dell'opposizione a Belgrado. Dopo aver indetto referendum popolari il 25 giugno 1991, Slovenia e Croazia proclamarono l'indipendenza.

### Le guerre in Croazia e Bosnia Erzegovina

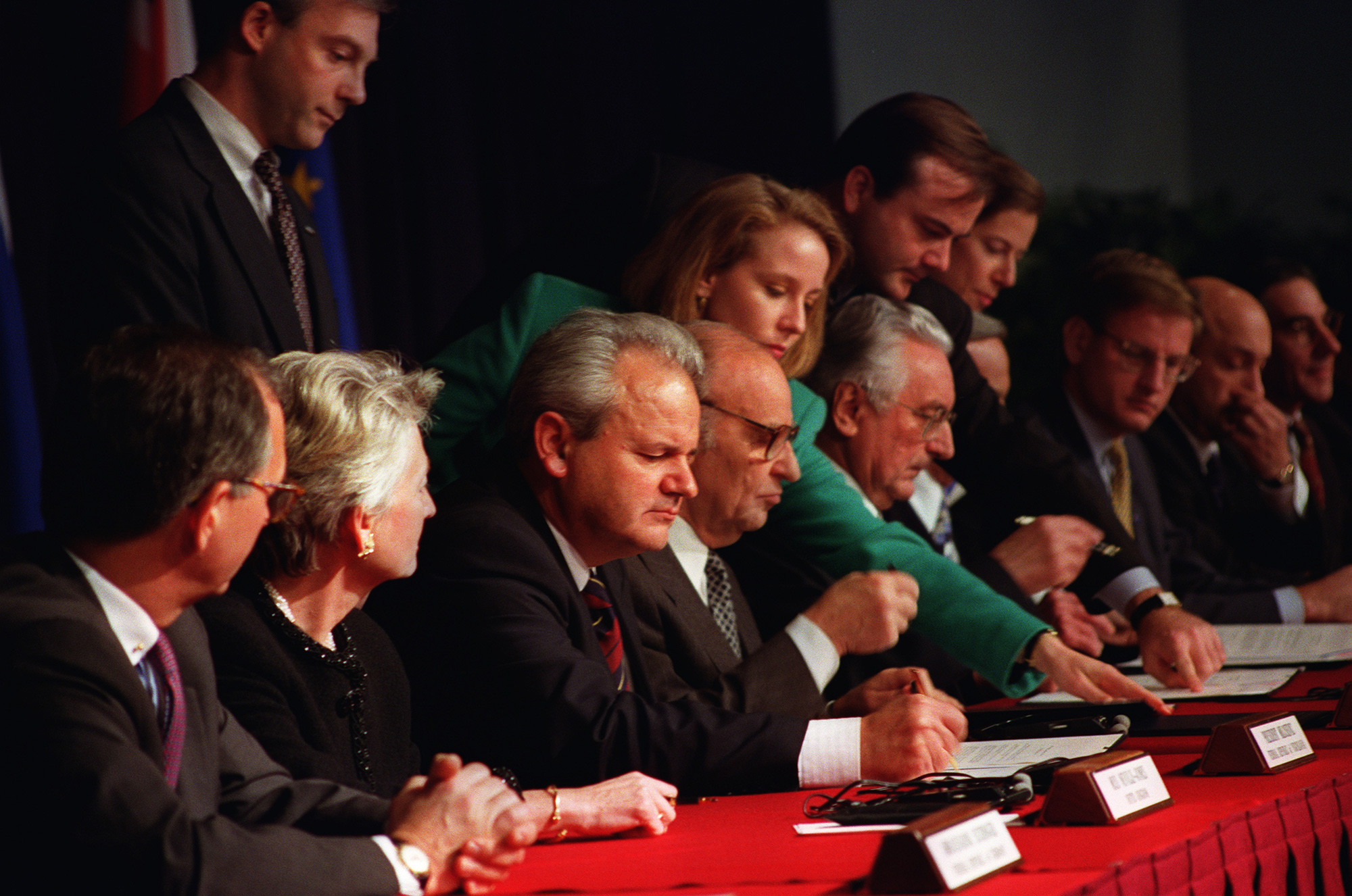
Milošević (al centro) durante la firma degli Accordi di Dayton

L'esercito federale intervenne in Slovenia. Ma Milošević non aveva alcun interesse nel paese, etnicamente compatto e sostenuto da Austria e Germania. La prima guerra europea dalla fine del secondo conflitto mondiale si concluse così dopo dieci giorni, l'8 luglio, col ritiro dei reparti federali. (Accordi di Brioni).
L'attenzione di Milošević si puntò tutta sulla Croazia, in particolare sulle regioni in cui erano presenti forti minoranze serbe (le pianure della Slavonia e la regione montuosa della Krajina). Milošević non accettava che popolazioni serbe vivessero al di fuori della nuova "piccola" Jugoslavia (cioè la Serbia e il Montenegro). Il suo progetto era quello di annettere i territori croati in cui ci fossero minoranze serbe e una buona metà della Bosnia ed Erzegovina (nel 1991 ancora estranea alla guerra), creando così la "Grande Serbia". Nella seconda metà del 1991 Milošević, l'esercito federale jugoslavo e truppe paramilitari iniziarono così una violenta guerra contro la Croazia. Assediarono e distrussero completamente la città multietnica di Vukovar (in cui la convivenza fra serbi e croati era stata tradizionalmente pacifica), che cadde l'8 novembre 1991.
L'esercito jugoslavo penetrò in profondità in territorio croato, arrivando a minacciare Zagabria.
Dopo il referendum in Bosnia Erzegovina sull'indipendenza (1º marzo 1992), boicottato dai serbo-bosniaci, scoppiò la guerra di Bosnia. Milošević sostenne militarmente e politicamente Radovan Karadžić, leader dei serbo-bosniaci che si macchierà di crimini di guerra. La guerra, fra continue tregue e riprese militari, si concluse il 21 novembre 1995, con gli accordi di Dayton. A Dayton i due nemici Milošević e Tuđman, presidente della Croazia (che più volte avevano mostrato una comunanza di obiettivi sulla Bosnia-Erzegovina –secondo alcuni esisteva un "telefono rosso" diretto fra i due politici), accusati di responsabilità politiche nelle operazioni di pulizia etnica e in enormi massacri, furono descritti come "gli uomini della pace" e lasciati al loro posto.

### La guerra del Kosovo e il tramonto di Milošević

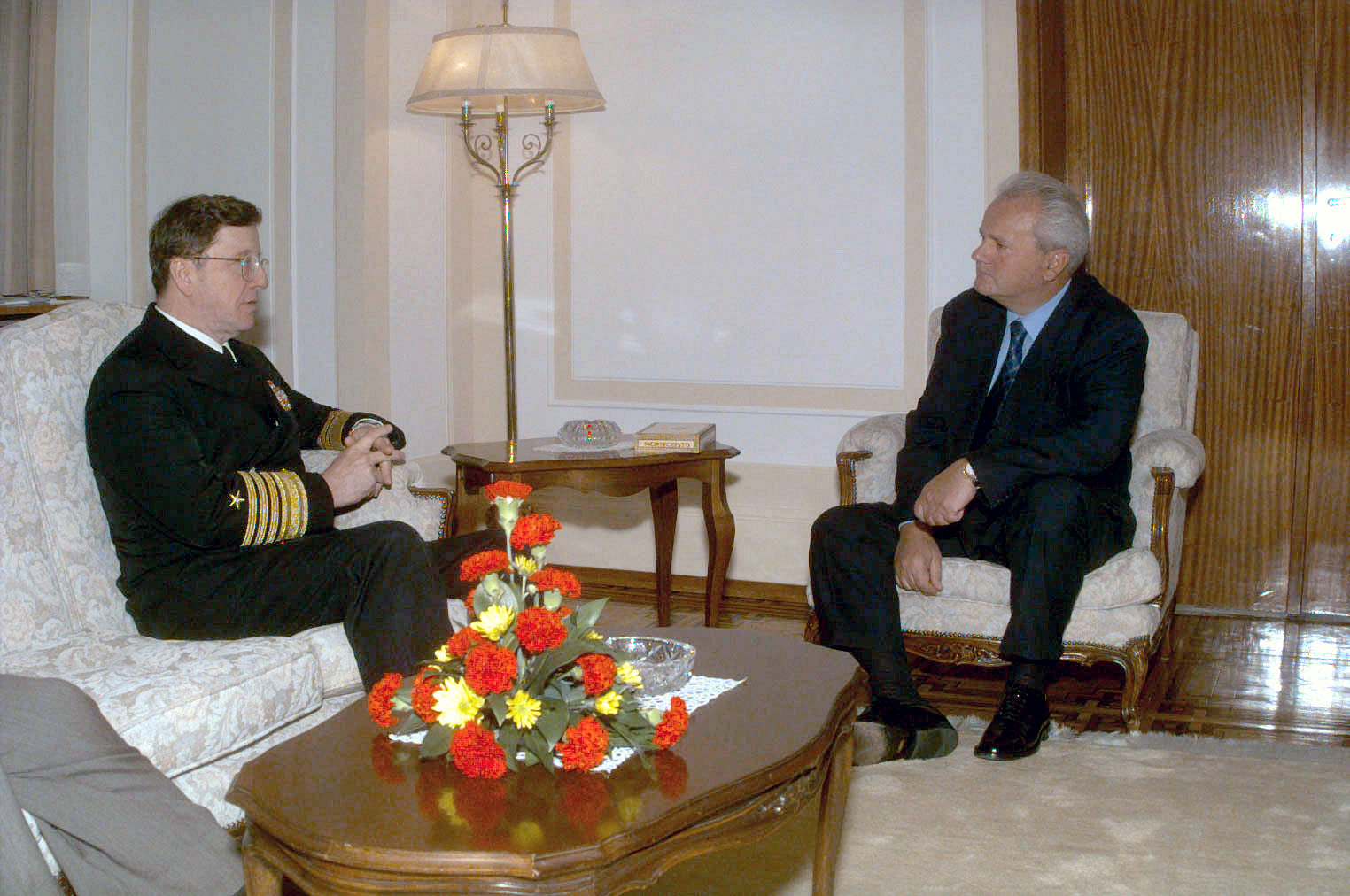
1996, Milošević incontra l'Ammiraglio degli USA Joseph Lopez

Milošević venne eletto presidente della Repubblica Federale Jugoslava (cioè Serbia e Montenegro) nel novembre del 1996. Nello stesso anno annullò i risultati delle elezioni municipali, vinti dalla coalizione d'opposizione Zajedno (Insieme). Ciò provocò enormi manifestazioni popolari a Belgrado e l'intervento dell'OSCE. Milošević riconobbe i risultati 11 settimane più tardi. Nelle successive elezioni presidenziali serbe non venne rispettato alcuno standard di legalità e correttezza: le consultazioni vennero vinte da Milan Milutinović, stretto collaboratore di Milošević.
Intanto, in Kosovo si intensificarono gli scontri tra UÇK, l'esercito di liberazione albanese, e la polizia federale. Nella provincia erano presenti inoltre truppe paramilitari serbe, che non godevano ufficialmente dell'appoggio di Belgrado. La strage di Račak, con la morte di 40-45 kosovari di etnia albanese, apparentemente giustiziati, acuì la crisi, anche se tutt'oggi permangono forti dubbi sulle responsabilità e nonostante le autorità serbe avessero negato di aver effettuato esecuzioni di massa. A Rambouillet fallirono i tentativi di mediazione tra governo federale e gruppo di contatto (USA, Russia, Francia, Germania, Regno Unito e Italia) sullo status della provincia. Tra marzo e giugno del 1999 la NATO bombardò la Jugoslavia (Operazione Allied Force), colpendo anche molti obiettivi civili, fino al completo ritiro dell'esercito dal Kosovo.
Isolato a livello internazionale e interno (il Montenegro non riconosceva più le istituzioni federali), Milošević si ricandidò alle elezioni del 24 settembre 2000, grazie ad una riforma costituzionale. Venne sconfitto da Vojislav Koštunica, un nazionalista moderato, a capo di tutta l'opposizione, e il 5 ottobre fu costretto, dopo una grande manifestazione con l'occupazione del parlamento, a riconoscere la sconfitta.
Il primo ministro serbo Zoran Đinđić decise di consegnarlo al Tribunale Penale Internazionale per i Crimini nella Ex-Jugoslavia (l'Aia) il 28 giugno 2001, nonostante la contrarietà di Koštunica e di parte dell'opinione pubblica serba. Milošević non riconobbe la validità legale del tribunale, facendo appello alle leggi del diritto internazionale.

### Morte
Milošević fu trovato morto nel carcere dell'Aia la mattina dell'11 marzo 2006. La morte dell'ex presidente serbo seguì di pochi giorni quella - avvenuta nello stesso carcere - di Milan Babić, ex-leader dei serbi di Krajina, suicidatosi il 5 marzo 2006 impiccandosi nella cella dove scontava una condanna patteggiata a 13 anni.
Poco prima della morte Milošević aveva espresso timori che lo si stesse avvelenando.
Il 12 gennaio 2006, due mesi prima della morte, vi era stato uno scandalo in quanto nelle analisi del sangue di Milošević era stato rilevato l'antibiotico Rifampicin, ordinariamente usato per la tubercolosi e la lebbra e capace di neutralizzare l'effetto dei farmaci che Milošević usava per la pressione alta e la cardiopatia di cui soffriva. Della presenza di tale farmaco nel suo sangue Milošević si era lamentato in una lettera inviata al ministro degli esteri russo.
Il Tribunale penale internazionale per i crimini nella ex-Jugoslavia dispose un'indagine sulle cause e le circostanze del decesso. Dai risultati degli esami autoptici si escluse che l'ex leader serbo avesse assunto, negli ultimi giorni prima della morte, il farmaco Rifampicin.
Milošević aveva richiesto, nei mesi precedenti la morte, il ricovero presso una clinica specializzata a Mosca senza ottenere l'autorizzazione a recarvisi. Da parte dei critici di Milošević si è dunque avanzata l'ipotesi che in gennaio egli avesse assunto volontariamente il farmaco, onde forzare il Tribunale a permettergli di recarsi in Russia, sottraendosi così alla sua custodia.
Tuttavia sembra escluso che egli potesse procurarsi il Rifampicin in carcere. Infatti, dopo che nel settembre 2005 Milošević aveva utilizzato un farmaco prescritto da un medico serbo, ma non autorizzato dai medici del Tribunale, tutte le persone che gli rendevano visita venivano preventivamente perquisite con il compito specifico di non permettere che gli fosse consegnato alcun farmaco.
Entro pochi giorni il Tribunale avrebbe dovuto decidere sulla richiesta, avanzata da Milošević, di un confronto in aula con l'ex presidente degli Stati Uniti Bill Clinton e con Wesley Clark, il generale statunitense che aveva guidato l'intervento NATO contro la Jugoslavia nel 1999. La morte di Milošević - che dopo anni di processo aveva ormai esaurito i quattro quinti del tempo a disposizione per la sua difesa - precedette di qualche mese la data presumibile della conclusione del processo a suo carico e mise in grave imbarazzo il Tribunale, che il 14 marzo 2006 estinse ufficialmente l'azione penale e chiuse senza una sentenza il più importante processo per il quale era stato istituito.
Il procuratore generale della Corte dell'Aia Carla Del Ponte in un'intervista al quotidiano la Repubblica affermò che la morte di Milošević rappresentò per la sua attività «una sconfitta totale» poiché vanificò sei anni di indagine impedendo la pronuncia della sentenza.
Michail Gorbačëv ha accusato il TPI di aver compiuto un "grave errore" non consentendo il ricovero in una clinica russa, giudicando "piuttosto inumano" il comportamento dei giudici. Borislav Milošević, fratello dell'ex leader serbo, ha incolpato della sua morte il TPI: "L'intera responsabilità di quanto è accaduto è del Tribunale penale internazionale". Ivica Dačić, membro dell'SPS, ha detto che "Milošević non è morto al Tribunale dell'Aia, ma è stato ucciso presso il Tribunale".
In Serbia fu proposto di sospendere il mandato di cattura internazionale alla moglie di Milošević per permettere la sua partecipazione al funerale: secondo la legge avrebbe dovuto essere arrestata non appena si fosse trovata in territorio serbo. Tuttavia nessun membro della famiglia (la moglie Mira e il figlio Marko, rifugiati in Russia e la figlia Marija residente nel Montenegro) partecipò alle esequie. Il presidente della Repubblica Boris Tadić rifiutò di organizzare un funerale di Stato. Più sfumata la posizione del premier Vojislav Koštunica, in quanto il governo da lui guidato si basava sull'appoggio esterno dei parlamentari del Partito Socialista Serbo, di cui Milošević era ancora formalmente presidente. Al funerale dell'ex leader serbo fece scalpore la presenza del futuro Premio Nobel per la Letteratura austriaco Peter Handke, nel corso degli Anni Novanta sostenitore di un approccio equilibrato, da parte dell'Occidente, alle crisi balcaniche, che non coincidesse con la demonizzazione dei serbi.
Essendo stato negato un funerale di Stato, a Belgrado si svolse una cerimonia di addio, nella piazza antistante al parlamento federale della Serbia-Montenegro, con una consistente partecipazione popolare (tra le 50.000 e le 80.000 persone, soprattutto anziani e esponenti dell'SPS e del Partito Radicale Serbo). Successivamente, il corpo di Milošević venne inumato presso il giardino della casa natale a Požarevac.

### Post-morte
Milošević non ebbe mai una sentenza passata in giudicato relativa agli avvenimenti nella ex-Jugoslavia per via della sua morte che non consentì la conclusione del processo. Tuttavia, dopo la sua morte, nella sentenza di condanna a 40 anni di reclusione di Radovan Karadžić per i crimini del periodo 1992-1995, il tribunale si è pronunciato anche riguardo alla posizione delle altre persone coinvolte nel piano volto a rimuovere permanentemente i musulmani e i croati bosniaci dal territorio rivendicato dai serbo-bosniaci nella Bosnia ed Erzegovina e, nel paragrafo 3460 dedicato alla posizione di Slobodan Milošević, ha affermato che lo stesso:
()
I mass-media serbi, con una notizia rilanciata poi da quelli internazionali vicini o direttamente legati alla Russia e critici del tribunale dell'Aja, come Sputnik News, hanno interpretato ciò come un'assoluzione postuma o una giustificazione della condotta del leader nazionalista, sebbene non fosse così e la sentenza parlasse solamente in maniera marginale di Milošević, essendo incentrata su Karadžić.
Nel merito, in un articolo del 2016 su al Jazeera, intervenne anche Serge Brammertz, procuratore del Tribunale dell’Aja, preoccupato dal fatto che alcuni media assolvevano Slobodan Milošević dalla responsabilità delle atrocità commesse in Bosnia Erzegovina:
()